# Аурелія Фрік
Аурелія Фрік (нім. Aurelia Frick, нар. 19 вересня 1975, Санкт-Галлен, Швейцарія) — ліхтенштейнська державна і політична діячка, юристка. Міністерка закордонних справ, юстиції та культури Ліхтенштейну (2009—2019).

## Біографія
Аурелія Фрік вивчала право в університеті Фрібура в Швейцарії, який закінчила 1999 року. Отримала ступінь доктора права в Базельському університеті.
Як член Прогресивної громадянської партії, у 34 років стала міністеркою юстиції, закордонних справ і культури в березні 2009 року після парламентських виборів в Ліхтенштейні. Стала однією з п'яти міністрів Ліхтенштейну, і однієї з двох жінок в кабінеті міністрів (Рената Мюсснер). Очікувалось, що вона продовжить реформу цивільного і кримінального права Ліхтенштейну.